# Entropia binarna

Entropia zmiennej losowej X przyjmującej wartość 0 lub 1.

Entropia binarna – w teorii informacji jest zdefiniowana jako entropia zmiennej losowej X, która przyjmuje tylko dwie wartości: 0 lub 1.
Jeśli {\displaystyle X=1} zachodzi z prawdopodobieństwem {\displaystyle Pr(X=1)=p,} a {\displaystyle X=0} zachodzi z prawdopodobieństwem {\displaystyle Pr(X=0)=1-p,} to entropia Shannona wynosi:
{\displaystyle H(X)=H_{b}(p)=p\log _{2}{p}+(1-p)\log _{2}(1-p),}
gdzie:
{\displaystyle 0\log {0}} jest przyjęte jako 0. Podstawą logarytmu zwykle jest 2. Zobacz logarytm binarny.
W przypadku kiedy {\displaystyle p={\tfrac {1}{2}},} entropia binarna przyjmuje maksymalną wartość i wynosi 1 bit.
Funkcja entropii binarnej {\displaystyle H_{b}(p),} w odróżnieniu od entropii Shannona {\displaystyle H(X),} przyjmuje jako argument liczbę rzeczywistą {\displaystyle p} zamiast rozkładu prawdopodobieństwa {\displaystyle X.}

## Pochodna
Pochodna funkcji entropii binarnej może być zapisana za pomocą funkcji logitowej:
{\displaystyle {\frac {d}{dp}}H_{\text{b}}(p)=-\operatorname {logit} _{2}(p)=-\log _{2}\left({\frac {p}{1-p}}\right).}